# 28 г. пр.н.е.
28 (двадесет и осма) година преди новата ера (пр.н.е.) е обикновена година, започваща в събота, неделя или понеделник, или високосна година, започваща в понеделник по юлианския календар.

## Събития

### В Римската република
- Консули на Римската република са Гай Юлий Цезар Октавиан (за VI път) и Марк Випсаний Агрипа (за II път).
- Октавиан и Агрипа упражняват цензорски правомощия и провеждат преброяване, което установява 4 063 000 римски граждани.[1][2]
- Октавиан получава титлата принцепс (Princeps Senatus)[1]
- 26 май – триумф на Гай Калвизий Сабин за дейността му в Испания.[3]
- 14 юли – триумф на Гай Карин за дейността му в Галия.[4]
- 16 август – триумф на Публий Автроний Пет за дейността му в Африка.[4]
- Септември – за първи път се провеждат Акцийски игри.[5]
- 9 октомври – осветен е Храмът на Аполон Палатински.[1]
- Агрипа сключва брак с Клавдия Марцела.[1]

### В Азия
- 10 май – китайски астрономи извършват първото документирано наблюдение на слънчево петно.[6]

## Родени
- Марк Юний Силан, римски политик (умрял 38 г.)